# 20. Gardearmee

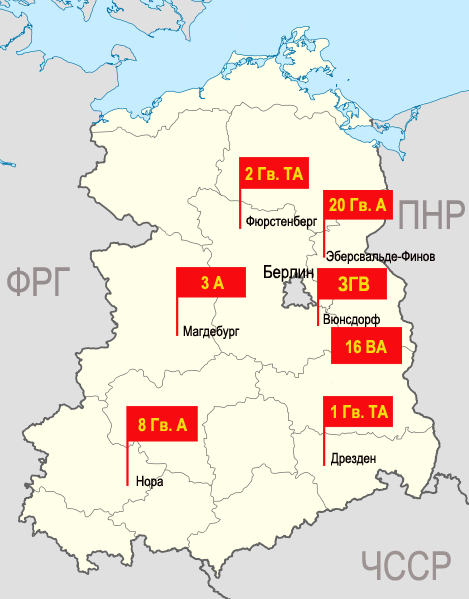
Stationierungsorte der WGT Armeen 1991.

Die 20. Gardearmee (kurz: 20. GA / Truppenteil №: 89425) ist ein Großverband der Streitkräfte der Russischen Föderation, der dem Westlichen Militärbezirk untersteht. Das Hauptquartier der Armee befindet sich gegenwärtig in Woronesch (Russland).
Der Gardeverband war bis zur Wende auf dem Territorium der DDR stationiert und unterstand der Gruppe der Sowjetischen Streitkräfte in Deutschland (kurz: GSSD). Der vollständige Abzug erfolgte bis 1993 in den Raum Woronesch.

## Geschichte
Der Großverband trug seit seiner Aufstellung folgende Bezeichnungen:
- 4. Panzerarmee (1. Januar 1942 Erst-Aufstellung | 15. Juli 1943 zweite Formierung)
- 4. Garde-Panzerarmee (17. März 1945)
- 4. Kadrierte Garde-Panzerdivision (1946–1949, Status)
- 4. Mechanisierte Gardearmee (1949–1957/1960)
- 20. Gardearmee (1960)
- 20. Garde-Panzerarmee (1993, in Woronesch Russland)
- 20. Gardearmee (2015)

Aufstellung
Die Aufstellung der 20. Gardearmee erfolgte vorwiegend aus den Truppenteilen und Einheiten der 4. Garde-Panzerarmee der Streitkräfte der UdSSR.

### Zweiter Weltkrieg
Die 4. Panzerarmee – Vorläuferverband der 20. Gardearmee – bestand aus folgenden Verbänden:
- 6. Mechanisiertes Ural-Garde-Freiwilligen-Korps
- 11. Freiwilligen Garde-Panzer-Korps
- 30. Ural-Garde-Freiwilligen-Panzerkorps
- 189. (225. Garde) Fliegerregiment
- 118. (6. Garde) Fernmelderegiment

Die ersten Kampfeinsätze erfolgten im Rahmen der Westfront, hernach wurde die Armee der Brjansker Gruppierung unterstellt. Nach weniger erfolgreichen Kampfhandlungen wurde die Armee ohne das 11. Garde-Panzerkorps in Reserve genommen.
Insgesamt nahm die 4. Panzerarmee an folgenden Feldzügen bzw. Kampfeinsätzen teil:
- Orjoler Operation 1943
- Operation Kamensk-Podolsk
- Operation Lwow-Sandomir

In den Jahren 1944 und 1945 erfolgten die Kampfhandlungen im Bestand der 1. Ukrainischen Front. Die Armee wurde in dieser Zeit durch folgende Verbände und Truppenteile verstärkt:
- 68. (6. Garde) Flak-Division
- 93. (68. Garde) Panzerbrigade
- 22. (70. Garde) Panzerartilleriebrigade
- 200. Leichte (71. Garde) Artilleriebrigade
- 51. Leichtes (7. Garde) Krad-Regiment
- 20. (3. Garde) Motorisierte Pionierbrigade
  - 19. (119. Garde) Panzerpionierregiment
  - 312. Garde Minenverlegeregiment

Die 4. Panzerarmee zeichnete sich bei der Weichsel-Oder-Operation
und bei der Niederschlesische Operation besonders aus, worauf am 17. März 1945 die Ehrung mit dem Titel 4. Garde-Panzerarmee erfolgte. Im Zuge der Berliner Operation wurde die Armee durch das 5. Mechanisierte Gardekorps verstärkt.

### Nachkriegsperiode

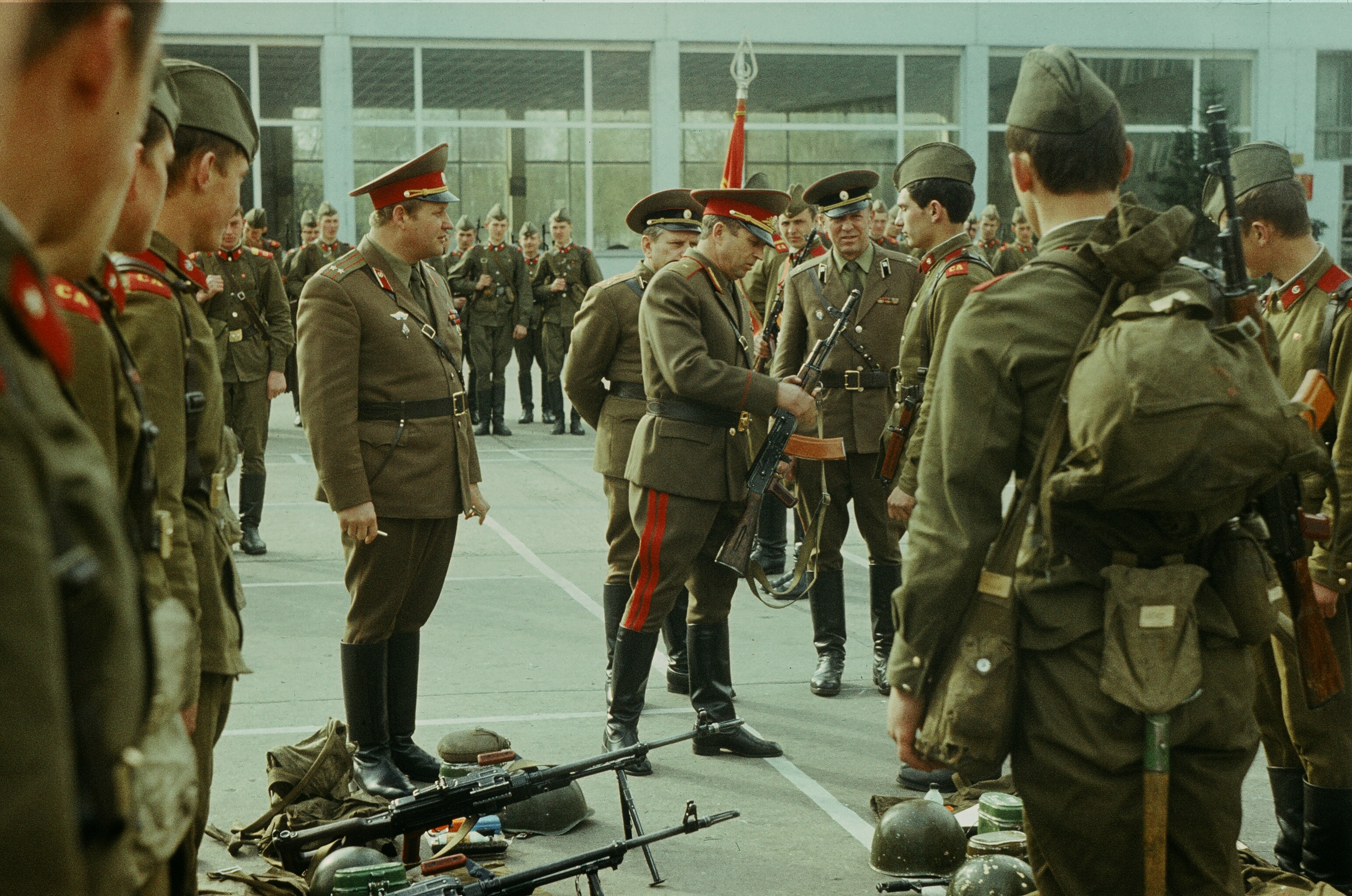
GM Matwejew (CS 20. GA) inspiziert das 178. Selbständige MotSchützenbataillon (Berlin, Karlshorst -1981).

Von 1946 bis 1949 war der Verband kadriert und trug die offizielle Bezeichnung 4. Kadrierte Garde-Panzerdivision im Bestand der Gruppe der Sowjetischen Besatzungstruppen in Deutschland. Hernach, von 1949 bis 1957, wurde die Bezeichnung geändert in 4. Mechanisierte Gardearmee im Bestand der Gruppe der Sowjetischen Streitkräfte in Deutschland, worauf im Jahre 1960 die endgültige Bezeichnung 20. Gardearmee (russisch 20-aja gwardejskaja obschewoiskowaja Krasnosnamjonnaja armija) folgte.
Die Armee nahm an der Operation Donau im Rahmen der Besetzung der Tschechoslowakei (ab 21. April 1968 – Niederschlagung des Prager Frühlings) teil.
Die ehemals im Bestand der Armee befindliche 5. und 7. Mechanisierte Gardedivision (vormals 5. bzw. 7. Mechanisiertes Gardekorps) wurden in die UdSSR zurückverlegt. An deren Stelle traten die 25. Panzerdivision, 35.  und 18. Garde-MotSchützendivision (ehemals 1. bzw. 14. Mechanisierte Gardedivision), wobei letztere im Jahre 1982 umbenannt wurde in 32. Garde-Panzerdivision.

### Gegenwart in Russland
Die 20. Gardearmee wurde bis Ende 1993 aus Deutschland abgezogen und in den Raum Woronesch verlegt. Hier erhielt der Großverband die Bezeichnung 20. Garde-Panzerarmee. Im Raum Woronesch verblieb die Armee ca. 16 Jahre, worauf die Verlegung (2010–2015) in die Oblast Nischni Nowgorod erfolgte, mit Sitz des Hauptquartiers in der Siedlung Mulino. 2015 schließlich ging das Hauptquartier der Armee dann wieder zurück nach Woronesch und erhielt die ursprüngliche Bezeichnung 20. Gardearmee.

## Bestand der Armee

### Im Jahre 1991 (WGT)
Die 20. Gardearmee gehörte bis 1993 zur Westgruppe der Truppen und hatte 1991 folgenden Bestand:
| Bezeichnung | Bezeichnung | Bezeichnung                              | Standort                  | Tarnname                                         | Bemerkung           |
| --- | --- | ---------------------------------------- | ------------------------- | ------------------------------------------------ | ------------------- |
| Hauptquartier der Armee | Hauptquartier der Armee | Hauptquartier der Armee                  | Eberswalde (Lage)         | «Werschina»                                      | auch Stab der Armee |
| | 247. Selbständiges Wach- und Sicherstellungsbataillon                                                                                            |                                          | Eberswalde (Lage)         |                                                  |                     |
| 27. Raketenbrigade | 27. Raketenbrigade | Jüterbog (Lage)                          |                           | TR «R-17» (SS-1c)                                |                     |
| 464. Raketenbrigade | 464. Raketenbrigade | Fürstenwalde (Lage)                      |                           | Taktische Raketen (TR) «Totschka» (SS-21 Scarab) |                     |
| 67. Flugabwehr-Raketenbrigade | 67. Flugabwehr-Raketenbrigade | Elstal (Lage)                            |                           |                                                  |                     |
| 387. Leichte Garde-Artilleriebrigade | 387. Leichte Garde-Artilleriebrigade | Altes Lager (Lage)                       |                           | 36×2S5, 33xD20, 7×PRP-3, 6×1 W18, 2×1 W19        |                     |
| 154. Selbständige Panzerabwehrabteilung | | Altes Lager (Lage)                       |                           |                                                  |                     |
| 337. Selbständiges Kampfhubschrauberregiment | 337. Selbständiges Kampfhubschrauberregiment | Mahlwinkel                               |                           | 49×Mi-24, 8×Mi-8                                 |                     |
| 487. Selbständiges Kampfhubschrauberregiment | 487. Selbständiges Kampfhubschrauberregiment | Prenzlau                                 |                           | 25×Mi-24,17×Mi-8,                                |                     |
| 41. Selbständige Hubschrauberstaffel | 41. Selbständige Hubschrauberstaffel | Finow                                    | «Meschalka»               | 2×Mi-8, 2×Mi-6, 2×Mi-24K, 2×Mi-24R               |                     |
| 479. Selbständiges Pionierbrigade | 479. Selbständiges Pionierbrigade | Eberswalde                               |                           | 2×BTR-60                                         |                     |
| 44. Selbständiges Garde-Pontonbrücken-Regiment                                                                                                   | 44. Selbständiges Garde-Pontonbrücken-Regiment                                                                                                   | Frankfurt (Oder) (Lage)                  | «Akropolis»               | Truppen-№: 98101                                 |                     |
| 483. Selbständiges Bugsierbot-Pionierbataillon                                                                                                   | | Frankfurt (Oder) (Lage)                  |                           |                                                  |                     |
| 6. Selbständiges Garde-Fernmelderegiment | 6. Selbständiges Garde-Fernmelderegiment | Eberswalde                               |                           | 10×R-145BM, 1×R-156BTR, 1×P-240BT, 2×R-2АМ       |                     |
| 423. Richtfunk – Kabelbataillon | | Eberswalde                               |                           |                                                  |                     |
| - 464. Selbständiges Funktechnisches Regiment - 48. Selbständiges Funktechnisches Bataillon - 1034. Selbständiges EloKa-Bataillon                | - 464. Selbständiges Funktechnisches Regiment - 48. Selbständiges Funktechnisches Bataillon - 1034. Selbständiges EloKa-Bataillon                | Neudenbritz                              |                           |                                                  |                     |
| 43. Selbständiges Aufklärungsbataillon | 43. Selbständiges Aufklärungsbataillon | Biesenthal                               | «Lipasa-40», «Baklaschan» | Truppen-№: 61512                                 |                     |
| 283. Selbständiges Bataillon Chemische Abwehr | 283. Selbständiges Bataillon Chemische Abwehr | Kiez                                     |                           |                                                  |                     |
| - 117. Logistikbrigade - 255. Selbständiges Reparatur- und Instandsetzungsbataillon - 307. Selbständiges Reparatur- und Instandsetzungsbataillon | - 117. Logistikbrigade - 255. Selbständiges Reparatur- und Instandsetzungsbataillon - 307. Selbständiges Reparatur- und Instandsetzungsbataillon | Eberswalde                               |                           |                                                  |                     |
| 74. Selbständiges MotSchützen-Ausbildungregiment                                                                                                 | 74. Selbständiges MotSchützen-Ausbildungregiment                                                                                                 | Krampnitz                                |                           |                                                  |                     |
| | |                                          |                           |                                                  |                     |
| | 6. Selbständige Garde-MotSchützenbrigade | 6. Selbständige Garde-MotSchützenbrigade | Berlin-Karlshorst (Lage)  | «Morechod»                                       | Truppen-№: 67586    |
| | - 133., 154., 178. Selbständiges MotSchützenbataillon - 53., 54., 65. Selbständiges Panzerbataillon                                              |                                          | Berlin-Karlshorst (Lage)  |                                                  |                     |
| Hauptbewaffnung 1990: - Kampfpanzer = 141 × T-64 - Schützenpanzer = 66 × BMP-1 - Mannschaftstransporter gepanzert = 34 × BTR-80                  | |                                          |                           |                                                  |                     |

#### 25. Garde-Panzerdivision
| Bezeichnung | Bezeichnung | Standort                     | Tarnname                       | Bemerkung                                     |
| --- | --- | ---------------------------- | ------------------------------ | --------------------------------------------- |
| 25. Panzerdivision (25. PD) | 25. Panzerdivision (25. PD) | Vogelsang (Zehdenick) (Lage) | «Bitotschek»                   | Truppen-№: 61000; 1989 Abzug und Umgliederung |
| | - 162. Panzerregiment - 459. Selbständiges Fernmeldebataillon - Selbständiges Bataillon Chemische Abwehr - 69. Selbständiges Reparatur- und Instandsetzungsbataillon | Vogelsang (Zehdenick) (Lage) |                                |                                               |
| - 175. Panzerregiment - 335. Panzerregiment - 1702. Flugabwehr-Raketenregiment - 14. Selbständiges Aufklärungsbataillon - Selbständiges Sanitätsbataillon                                                      | Prenzlau (Lage) |                              |                                |                                               |
| 803. Garde-MotSchützenregiment | Drögen, Fürstenberg (Havel) (Lage) |                              | vor 1989 Vogelsang (Zehdenick) |                                               |
| 843. Panzer-Artillerieregiment | Schönwalde-Dorf (Lage) |                              |                                |                                               |
| 479. Selbständiges Pionierbataillon | Eberswalde |                              |                                |                                               |
| 687. Selbständiges Logistikbataillon | Britz-Eberswalde (Lage) |                              |                                |                                               |
| Hauptbewaffnung: - Kampfpanzer = 149 - Schützenpanzer = 331 × BMP - Mannschaftstransporter gepanzert = 290 × BTR - Panzerartillerie auf SFL = 12 6 × SAU - Granatwerfer: 72 - Mehrfachraketenwerfer: 18 × RSSO | |                              |                                |                                               |

#### 90. Garde-Panzerdivision
| Bezeichnung | Bezeichnung                       | Standort               | Tarnname                                               | Bemerkung                       |
| --- | --------------------------------- | ---------------------- | ------------------------------------------------------ | ------------------------------- |
| 90. Garde-Panzerdivision (90. PD) | 90. Garde-Panzerdivision (90. PD) | Bernau (Lage)          | «Wesjoly»                                              | Truppen-№: 61150                |
| Mobiler GS 6. MSD | Mobiler GS 6. MSD                 |                        |                                                        | 1×PRP-3, 3×R-145BM, 2×R-156-BTR |
| | 6. Garde-Panzerregiment           | Bad Freienwalde (Oder) |                                                        |                                 |
| - 68. Garde-Panzerregiment - 82. Garde-MotSchützenregiment später 215. GPR | Bernau bei Berlin (Lage)          |                        |                                                        |                                 |
| 81. Garde-MotSchützenregiment | Eberswalde (Lage)                 |                        |                                                        |                                 |
| 803. MotSchützenregiment | Vogelsang (Odertal)               |                        | Austausch gegen 215. GPR                               |                                 |
| 69. MotSchützenregiment | Wünsdorf (Lage)                   |                        |                                                        |                                 |
| 400. Panzer-Artillerieregiment | Frankfurt (Oder)                  |                        | Truppen-№: 61103                                       |                                 |
| 288. Flugabwehr-Raketenregiment (bis 1978 288. Garde Fla-Raketenregiment) | Bernau bei Berlin, Schönow (Lage) |                        | Fla-Raketenkomplex: «OSA»; Truppen-№: 60954            |                                 |
| 30. Selbständiges Aufklärungs- und EloKa-Bataillon | Bernau bei Berlin, Schönow (Lage) |                        | 16×BMP-2, 6×BMP-1K, 1×BMP-1KSch, 1×R-145BM, 1×R-156BTR |                                 |
| 33. Selbständiges Fernmeldebataillon | Bernau bei Berlin, Schönow (Lage) |                        | 10×R-145BM, 1×R-2АМ                                    |                                 |
| 122. Selbständiges Pionierbataillon | Olympisches Dorf (Lage)           |                        |                                                        |                                 |
| 1122. Selbständiges Logistikbataillon | Bernau bei Berlin (Lage)          | «Awila»                | Truppen-№: 61087                                       |                                 |
| 32. Selbständiges Reparatur- und Instandsetzungsbataillon | Bernau bei Berlin (Lage)          |                        |                                                        |                                 |
| 26. Selbständiges Sanitätsbataillon | Bernau bei Berlin (Lage)          |                        |                                                        |                                 |
| Hauptbewaffnung: - Kampfpanzer = 249 - Schützenpanzer = 427 × BMP - Mannschaftstransporter gepanzert = 28 × BTR - Panzerartillerie auf SFL = 126 × SAU - Granatwerfer: 36 - Mehrfachraketenwerfer: 18 × RSSO |                                   |                        |                                                        |                                 |

#### 32. Garde-Panzerdivision
| Bezeichnung                                        | Bezeichnung               | Standort           | Tarnname | Bemerkung        |
| -------------------------------------------------- | ------------------------- | ------------------ | -------- | ---------------- |
| 32. Garde-Panzerdivision                           | 32. Garde-Panzerdivision  | Jüterbog (Lage)    | «Mikka»  | Truppen-№: 60875 |
| Stab 32. PD                                        |                           | Jüterbog (Lage)    |          |                  |
|                                                    | 287. Garde-Panzerregiment | Altes Lager (Lage) |          |                  |
| 288. Garde-Panzerregiment                          | Jüterbog (Lage)           |                    |          |                  |
| 343. Garde-Panzerregiment                          | Jüterbog (Lage)           |                    |          |                  |
| 469. Garde Panzerartillerieregiment                | Altes Lager (Lage)        |                    |          |                  |
| 1009. Flugabwehr-Raketenregiment                   | Jüterbog                  |                    |          |                  |
| 32. Selbständiges Aufklärungs- und EloKa-Bataillon | Jüterbog (Lage)           |                    |          |                  |
| 211. Selbständiges Fernmeldebataillon              | Jüterbog (Lage)           |                    |          |                  |
| 148. Selbständiges Pionierbataillon                | Jüterbog (Lage)           |                    |          |                  |
| Selbständiges Bataillon Chemische Abwehr           | Jüterbog                  |                    |          |                  |
| 90. Selbständiges Logistikbataillon                | Jüterbog (Lage)           |                    |          |                  |
| 19. Reparatur- und Instandsetzungsbataillon        | Jüterbog (Lage)           |                    |          |                  |
| 636. Selbständiges Sanitätsbataillon               | Prenzlau                  |                    |          |                  |

#### 35. MotSchützendivision
| Bezeichnung                                        | Bezeichnung             | Standort                | Tarnname                          | Bemerkung        |
| -------------------------------------------------- | ----------------------- | ----------------------- | --------------------------------- | ---------------- |
| 35. MotSchützendivision                            | 35. MotSchützendivision | Krampnitz (Lage)        |                                   |                  |
| Stab 35. MSD                                       | Stab 35. MSD            | Krampnitz (Lage)        | «Biologija»                       | Truppen-№: 60654 |
|                                                    | 62. MotSchützenregiment | Olympisches Dorf (Lage) |                                   |                  |
| 64. MotSchützenregiment                            | Potsdam                 |                         |                                   |                  |
| 96. MotSchützenregiment                            | Wünsdorf (Lage)         |                         |                                   |                  |
| 83. MotSchützenregiment                            | Krampnitz               |                         |                                   |                  |
| 283. Garde Panzerartillerieregiment                | Olympisches Dorf (Lage) |                         |                                   |                  |
| 200. Flugabwehr-Raketenregiment                    | Krampnitz (Lage)        |                         |                                   |                  |
| 19. Selbständiges Panzerbataillon                  | Olympisches Dorf (Lage) |                         |                                   |                  |
| 485. Selbständiges Panzerabwehrabteilung           | Jüterbog (Lage)         |                         | im Sinne von Panzerjägerabteilung |                  |
| 59. Selbständiges Aufklärungs- und EloKa-Bataillon | Olympisches Dorf (Lage) |                         |                                   |                  |
| 647. Selbständiges Fernmeldebataillon              | Krampnitz (Lage)        |                         |                                   |                  |
| 18. Selbständiges Pionierbataillon                 | Potsdam (Lage)          |                         |                                   |                  |
| 1127. Selbständiges Logistikbataillon              | Potsdam (Lage)          |                         |                                   |                  |
| 37. Reparatur- und Instandsetzungsbataillon        | Potsdam (Lage)          |                         |                                   |                  |
| 60. Selbständiges Sanitätsbataillon                | Potsdam (Lage)          |                         |                                   |                  |

### Bestand 2017 (Streitkräfte Russland)
| Bezeichnung                                        | Bezeichnung                        | Bezeichnung                        | Standort                          | Truppen-№         | Bemerkung                               |
| -------------------------------------------------- | ---------------------------------- | ---------------------------------- | --------------------------------- | ----------------- | --------------------------------------- |
| Hauptquartier der Armee                            | Hauptquartier der Armee            | Hauptquartier der Armee            | Woronesch                         |                   |                                         |
|                                                    | 3. MotSchützendivision             | 3. MotSchützendivision             | Bogutschar (Bezirk Woronesch)     |                   | - Ausstellung: 2016 - Normativ-Division |
| Stab 3. MSD                                        | Stab 3. MSD                        | Bogutschar                         | 54046                             |                   | - Ausstellung: 2016 - Normativ-Division |
|                                                    | 237. Garde Panzerregiment          | Waluiki                            | 91726                             |                   |                                         |
| 252. Garde-MotSchützenregiment                     | Bogutschar                         | 91711                              |                                   |                   |                                         |
| 99. Garde-Panzerarillerieregiment                  | Bogutschar                         | 91727                              | auch Normativ-Regiment            |                   |                                         |
| 1143. Flugabwehr-Raketenregiment                   | Oblast Belgorod                    |                                    |                                   |                   |                                         |
| 84. Selbständiges Aufklärungsbataillon             | Waluiki                            | 22263                              |                                   |                   |                                         |
| 159. Selbständige Panzerabwehr-Artillerieabteilung |                                    |                                    | im Sinne von Panzerjägerabteilung |                   |                                         |
| 692. Selbständiges Fernmeldebataillon              | Waluiki                            | 22463                              |                                   |                   |                                         |
| 337. Selbständiges Pionierbataillon                | Bogutschar                         | 91717                              |                                   |                   |                                         |
| 911. Selbständiges Logistikbataillon               | Bogutschar                         | 54366                              |                                   |                   |                                         |
| 231. Selbständiges Sanitätsbataillon               | Bogutschar                         | 83833                              |                                   |                   |                                         |
| Selbständige Drohnenkompanie                       |                                    |                                    |                                   |                   |                                         |
| Selbständige EloKa-Kompanie                        | Waluiki                            |                                    |                                   |                   |                                         |
| Selbständige ABC-Kompanie                          |                                    |                                    |                                   |                   |                                         |
| 144. MotSchützendivision                           | 144. MotSchützendivision           | Smolensk, Jelnja (Oblast Smolensk) |                                   | Aufstellung: 2016 |                                         |
| Stab 144. MSD                                      | Stab 144. MSD                      | Bogutschar                         | 54046                             | Aufstellung: 2016 |                                         |
|                                                    | 488. MotSchützenregiment           | Klinzy (Oblast Brjansk)            | 12721                             |                   |                                         |
| 182. MotSchützenregiment                           | TÜP Saimischtsche (Oblast Brjansk) |                                    |                                   |                   |                                         |
| 254. MotSchützenregiment                           | Jelnja                             |                                    |                                   |                   |                                         |
| 228. Panzerregiment                                | Jelnja                             |                                    |                                   |                   |                                         |
| 856. Garde-Panzerartillerieregiment                | Potschep (Oblast Brjansk)          | 23857                              | auch Normativ-Regiment            |                   |                                         |
| 1259. Flugabwehr-Raketenregiment                   |                                    |                                    |                                   |                   |                                         |
| 148. Selbständiges Aufklärungsbataillon            | Smolensk                           | 23872                              |                                   |                   |                                         |
| 1281. Selbständige Artillerie-Division             | Jelnja                             |                                    |                                   |                   |                                         |
| 295. Selbständiges Pionierbataillon                | Jelnja                             |                                    |                                   |                   |                                         |
| 686. Selbständiges Fernmeldebataillon              | Smolensk                           |                                    |                                   |                   |                                         |
| 1032. Selbständiges Logistikbataillon              |                                    |                                    |                                   |                   |                                         |
| Selbständiges Sanitätsbataillon                    |                                    |                                    |                                   |                   |                                         |
| Selbständige Drohnenkompanie                       |                                    |                                    |                                   |                   |                                         |
| Selbständige EloKa-Kompanie                        |                                    |                                    |                                   |                   |                                         |
| Selbständige ABC-Kompanie                          |                                    |                                    |                                   |                   |                                         |
| 1. Selbständige Panzerbrigade                      | 1. Selbständige Panzerbrigade      | Bogutschar                         |                                   |                   |                                         |
| 49. Flugabwehr-Raketenbrigade                      | 49. Flugabwehr-Raketenbrigade      | Krasnyi Bor (Smolensk)             |                                   |                   |                                         |
| 448. Raketenbrigade                                | 448. Raketenbrigade                | Kursk                              |                                   |                   |                                         |

## Befehlshaber der Armee
- März 1944 – August 1947 – Armeegeneral Dmitri Danilowitsch Leljuschenko
- August 1947 – Dezember 1951 – Generalleutnant der Panzertruppen Wiktor Timofejewitsch Obuchow
- Dezember 1951 – Mai 1953 – Generalmajor der Panzertruppen Pjotr Iwanowitsch Kalinitschenko
- Mai 1953 – Januar 1955 – Generalleutnant Wladimir Nikolajewitsch Komarow
- Januar 1955 – Januar 1960 – Generalleutnant der Panzertruppen Wladimir Fillippowitsch Tschisch
- Januar 1960 – Dezember 1964 – Generalleutnant der Panzertruppen Wiktor Fillippowitsch Kotow
- Dezember 1964 – Mai 1968 – Generalleutnant Michail Grigorjewitsch Chomulo
- Mai 1968 – Mai 1970 – Generalleutnant der Panzertruppen Iwan Leontjewitsch Welitschko
- Mai 1970 – Oktober 1972 – Generalleutnant der Panzertruppen Nikolai Iwanowitsch Lapygin
- Dezember 1972 – Juli 1975 – Generalleutnant Wladimir Iwanowitsch Siwenok
- 1975–1979 – Generalleutnant Wladimir Michailowitsch Archipow
- 1979–1981 – Generalleutnant Iwan Wassiljewitsch Tschelombejew
- 1981–1983 – Generalleutnant Pjotr Iwanowitsch Gusjew
- 1983–1985 – Generalleutnant Albert Michailowitsch Makaschow
- 1986–1988 – Generalleutnant N. P. Tschumakow
- 1988 – Oktober 1990 – Generalmajor Michail Iwanowitsch Archipow
- Oktober 1991 – Juni 1993 – Generalleutnant Nikolai Wassiljewitsch Pugatschow
- Juni 1993–1994 – Generalleutnant Alexei Dmitrijewitsch Nafjodow
- 1994 – März 2000 – Generalleutnant Wladimir Petrowitsch Tschuschikow
- März 2000 – August 2002 – Generalmajor Sergei Afanassjewitsch Makarow
- August 2002 – November 2004 – Generalleutnant Alexander Nikolajewitsch Postnikow-Strelzow
- November 2004 – Februar 2005 – Generalmajor Sergei Jakowlewitsch Tschaban
- Januar 2005 – April 2008 – Generalleutnant Andrei Witaljewitsch Tretjak
- April bis November 2008 – Generalmajor Sergei Wladimirowitsch Surowikin
- Juni 2009 – April 2012 – Generalmajor Sergei Sergejewitsch Judin
- April 2013 – Juli 2014 – Generalmajor Alexander Pawlowitsch Lapin
- Juli 2014 – Juli 2015 – Generalmajor Alexander Jurjewitsch Tschaiko
- Juli 2015 – August 2016 – Generalmajor Sergei Jurjewitsch Kusowlew
- August 2016 – Januar 2017 – Generalmajor Jewgeni Walerjewitsch Nikiforow
- 2017/2018 – Generalmajor Aleksandr Perjasew[2]
- 2018 – Dezember 2022 – Generalleutnant Andrei Sergejewitsch Iwanaew[8]
- Dezember 2022 – Mai 2024 Generalmajor Suchrab Achmedov